# Puègnautièr
Puègnautièr (en francès i oficial Pennautier) és un municipi de França de la regió d'Occitània, al departament de l'Aude